# 一野辺製パン
一野辺製パン株式会社（いちのべせいパン）は、岩手県二戸郡一戸町に本社を置いていた、パン製造業者である。岩手県北及び青森県南の南部地方では馴染みがあり、「イチノベパン」の呼称で親しまれていた。

## イチノベパン
イチノベパンの販売地域での知名度は絶大で「全国発売されている」と当地の人間には思われていた。タマゴパンは1961年発売の半世紀以上続くロングセラー商品。菓子パン生地に縦に切れ目を入れ塩味の効いたマーガリンをサンドし羊羹をコーティングしたツイストようかんも1967年発売のロングセラー商品。見た目がチョコレートパンに似ているので幼い子供の中には食べてから「チョコレートじゃない」と泣く子もいた。
2017年9月27日、盛岡地方裁判所から破産手続き開始決定を受け倒産した。従業員146人は解雇された。東京商工リサーチが算出している「リスクスコア」（向こう12か月における倒産確率を統計的手法を用いて100から1まで数値化した客観的な指標で、数字が低いほど倒産の確率が高い）は、2016年10月以降、最高リスクである「1」（倒産確率は19.84%）のままであった。旧本社工場は、静岡県掛川市に本社があるパントーネシステムが取得し、同年10月18日から同社の東北工場として操業している。但し、イチノベパンが製造していた製品や自治体から受託していた学校給食の加工は行わない。
元従業員16人を再雇用したパントーネシステムは地元の要望もあり、小麦粉の質とクリームを改良したタマゴパンを2018年4月に復活させた。
一野辺製パンは、2019年3月6日に法人格が消滅した。

### 一野辺製パンが学校給食のパンを供給していた自治体
盛岡市、久慈市、八幡平市、一戸町、岩手町、葛巻町、洋野町、軽米町、九戸村。
倒産後、主食（ご飯やパンなど）持参や献立変更などの影響が出た。12月あるいは3学期から主食供給再開が決まった自治体がある一方、供給再開の目途が立っていない自治体がある。

## 沿革
- 1948年7月 - 個人事業として、岩手県二戸郡一戸町にて創業。
- 1956年4月 - 「有限会社一野辺製パン所」として設立。
- 1959年10月 - 青森県八戸市にて「八戸工場」を操業開始。
- 1964年12月 - 「一野辺製パン株式会社」に改組。
- 2009年3月 - わらべや東北を一野辺製パンに吸収合併。
- 2017年9月27日 - 盛岡地方裁判所から破産手続き開始決定を受ける[5][4][9]。
- 2019年3月6日 - 法人格消滅。

## 工場
- 本社工場：岩手県二戸郡一戸町越田橋44
- 八戸工場：青森県八戸市城下3-1-5

## 主な商品
- 食パン・食卓パン
- 菓子パン
  - タマゴパン
  - ツイストようかん
  - イギリスサンド[2]
- ドーナツ
- 和洋菓子

ほか

## 備考
一戸町一戸字本町（一戸本町バス停前）と八戸市城下（八戸工場向かい）には同社製品の直売所を置いていたほか、八戸市江陽のラピア1階に同社直営のパン店「マルメ」も展開していた。